# Ronnie Peterson
Ronnie Peterson (Örebro, Švedska, 14. veljače 1944. – Monza, Italija, 11. rujna 1978.) je bivši švedski vozač automobilističkih utrka.